# Bhurungamari Upazila
Bhurungamari Upazila är ett underdistrikt i Bangladesh. Det ligger i den norra delen av landet, 280 kilometer norr om huvudstaden Dhaka.
Trakten runt Bhurungamari Upazila består till största delen av jordbruksmark. Runt Bhurungamari Upazila är det tätbefolkat, med 762 invånare per kvadratkilometer.